# 木河乡
木河乡，是中华人民共和国甘肃省天水市张家川回族自治县下辖的一个乡镇级行政单位。

## 行政区划
木河乡下辖以下地区：
店子村、下庞村、毛家村、庄河村、李沟村、坪王村、桃园村、高山村、马坪村、楸木村、杜渠村、上渠村和八卜村。